# Johnathon Banks
Johnathon Banks (ur. 22 czerwca 1982 w Detroit) – amerykański bokser, były zawodowy mistrz świata organizacji IBO w kategorii junior ciężkiej (do 200 funtów). Po walce z Tomaszem Adamkiem przeszedł do kategorii ciężkiej. Obecnie trener.

## Kariera zawodowa
Zawodową karierę rozpoczął w 2004 roku. 30 lipca w swym debiucie pokonał po 4 rundach, jednogłośnie na punkty rodaka Deandre'a McCole'a.
26 lipca 2006 Banks wywalczył tytuł mistrza Ameryki Północnej federacji WBO, pokonując przez nokaut w 4 rundzie Eliseo Castillo.
7 lipca 2007 po raz pierwszy obronił pas mistrza Ameryki Północnej federacji WBO. W trakcie 4 rundy, jego rywal Meksykanin Gustavo Enriquez zgłosił kontuzję ręki, a sędziowie orzekli zwycięstwo Banksa przez techniczny nokaut.
15 listopada 2007 Banks po 12 rundach pokonał jednogłośnie na punkty Derricka Browna, broniąc tym samym po raz drugi tytuł mistrza Ameryki Północnej federacji WBO. Był to pierwszy pojedynek, który Amerykanin stoczył w wymiarze pełnych 12 rund.
12 lipca 2008 Johnathon Banks zdobył wakujący pas mistrza świata federacji IBO w kategorii junior ciężkiej. Po 12 rundach pokonał decyzją większości (dwa do remisu) Włocha Vincenzo Rossitto.
27 lutego 2009 roku, po stoczeniu dwudziestu zwycięskich walk, stanął przed szansą zdobycia tytułu mistrza świata organizacji IBF. Jego przeciwnikiem był Tomasz Adamek, a walka odbyła się w Newark.
Pierwsze rundy były wyrównane, choć lekką przewagę zdobył Polak. Amerykanin czekał na kontrę i sporadycznie zadawał groźne prawe sierpowe. Walka zakończyła się w ósmej rundzie porażką Banksa przez techniczny nokaut po dwóch nokdaunach.
20 marca 2010 Banks zdobył pas mistrza Ameryki Północnej federacji NABF w wadze ciężkiej, zwyciężając w 6 rundzie przez techniczny nokaut Travisa Walkera.
29 maja 2010 wystąpił na gali w Gelsenkirchen przed pojedynkiem wieczoru pomiędzy Witalijem Kliczką a Albertem Sosnowskim. Po 12 rundach zremisował z Jasonem Gavernem, broniąc tym samym pas mistrza Ameryki Północnej federacji NABF w wadze ciężkiej.
Swoją ostatnią walkę stoczył 11 grudnia 2014 roku, przegrywając przez nokaut w siódmej rundzie z Antonio Tarverem (31-6-1, 22 KO). Po tym pojedynku zdecydował się zakończyć sportową karierę.
Obecnie jest trenerem. Po śmierci Emmanuela Stewarda pełnił rolę głównego szkoleniowca Władimira Kliczki.